# Hooray for Boobies
Hooray for Boobies udkom d. 4. Oktober 1999 og er Bloodhound Gangs tredje album.

## Numre
1. [3:39] – "I Hope You Die"
2. [4:02] – "The Inevitable Return Of The Great White Dope"
3. [0:34] – "Mama's Boy"
4. [3:54] – "Three Point One Four"
5. [4:36] – "Mope"
6. [3:49] – "Yummy Down On This"
7. [2:21] – "The Ballad Of Chasey Lain"
8. [0:15] – "R.S.V.P."
9. [4:00] – "Magna Cum Nada"
10. [4:20] – "The Bad Touch"
11. [0:14] – "That Cough Came With A Prize"
12. [3:07] – "Take The Long Way Home"
13. [5:02] – "Hell Yeah"
14. [5:24] – "Right Turn Clyde"
15. [0:10] – "This Is Stupid"
16. [5:37] – "A Lapdance Is So Much Better When The Stripper Is Crying"
17. [0:10] – "The Ten Coolest Things About New Jersey"
18. [3:25] – "Along Comes Mary"

Sangene nr. 19. til og med nr. 46. er stilhed

47. [3:31] – "Studio Bullshit" (skjult sang)